# Phaselia narynaria
Phaselia narynaria är en fjärilsart som beskrevs av Charles Oberthür 1913. Phaselia narynaria ingår i släktet Phaselia och familjen mätare. Inga underarter finns listade i Catalogue of Life.